# Портрет на Пиер Луиджи Фарнезе
„Портрет на Пиер Луиджи Фарнезе“ е картина на венецианския художник Тициан от 1546 г. Картината (111х87 см) е изложена в Зала 2 на Национален музей „Каподимонте“ в Неапол. Използваната техника е маслени бои върху платно.

## История и описание
Картината се счита за едно от най-добрите произведения на Тициан, рисувани за фамилияра Фарнезе. Предполага се, че е нарисувана през 1546, когато художникът се завръща във Венеция след пребиваването си в Рим.
Доста повредена, картината изобразява Пиер Луиджи II Фарнезе, син на папа Павел III. Пиер Луиджи е убит на 10 септември 1547 г. от фамилиите Ланди и Ангуисола при заговор начело с Феранте I Гонзага, по това време губернатор на Милано.
Херцог Пиер Луиджи е изобразен в доспехите на папски гонфалониер – символ на отбраната на църквата, а на заден план се вижда мъжка фигура. Лицето и стойката на херцога изразяват присъщите му мъжественост, сила и решителност.